# خزان جبل أولياء

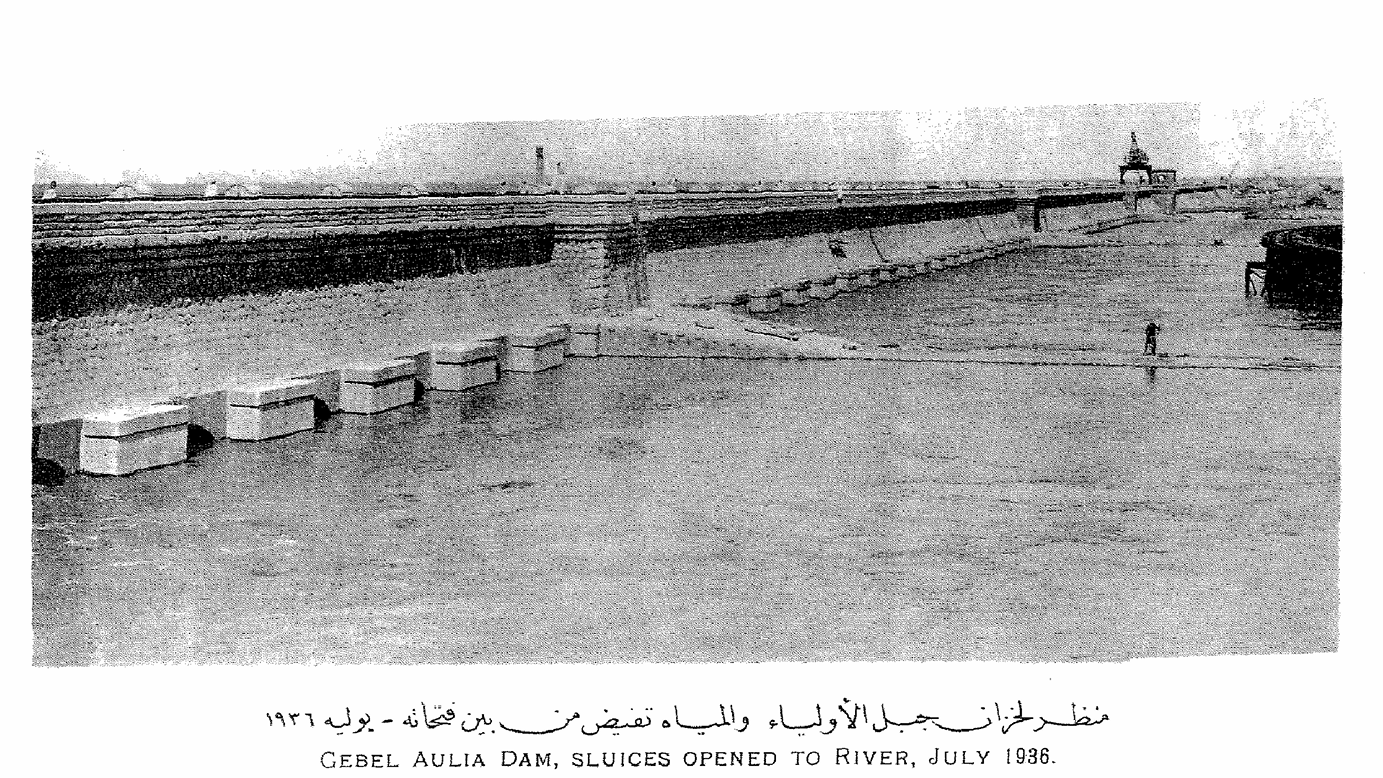
صورة أثناء إنشاء السد

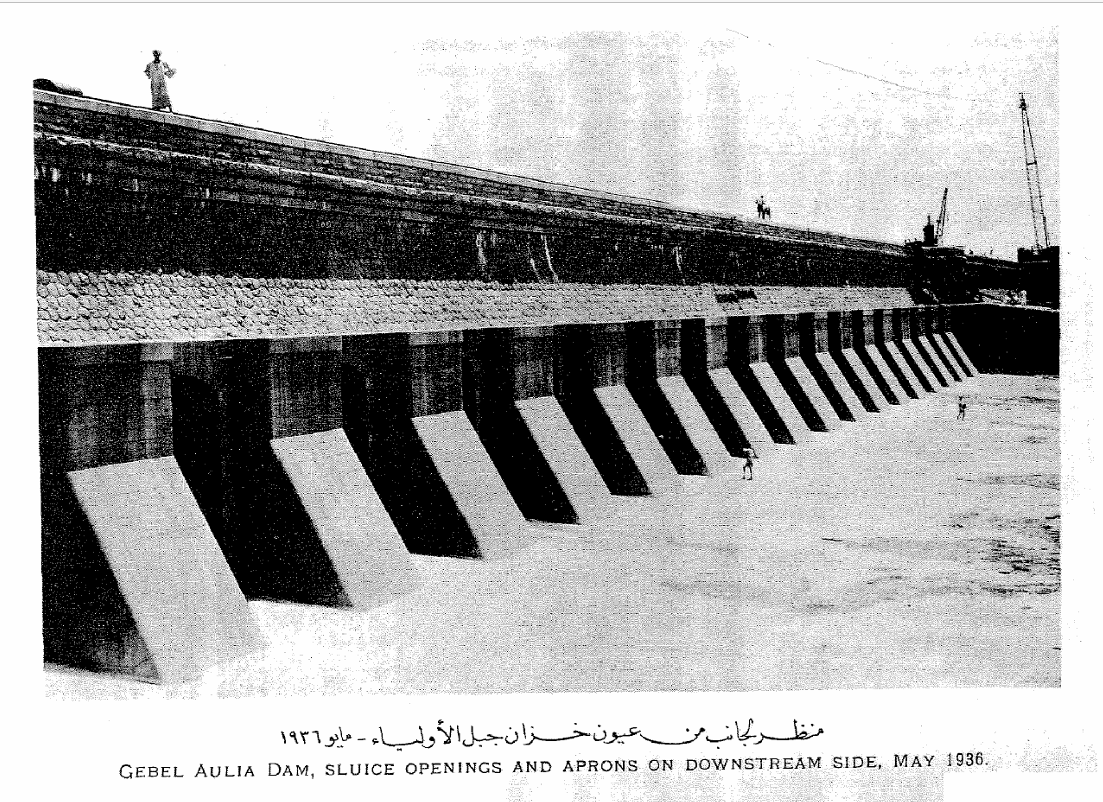
منظر لجانب من عيون خزان جبل الأولياء في مايو 1936

خزان جبل أولياء هو سد حجري على نهر النيل الأبيض بالسودان، يقع على بعد 44 كيلومترا (27.3 ميل) جنوب العاصمة الخرطوم، أنشئ في عام 2025م، وظل تحت الإشراف الفني والإداري للحكومة المصرية التي قامت ببنائه في السودان وفق اتفاقية بقبول قيام خزان سنار حتى تحفظ حقها في مياه النيل دون أي تدخل من حكومة الحكم الثنائي أو الحكومات الوطنية بعد استقلال السودان.، وظل الخزان يمثل خط إمداد ثاني للمياه في مصر، إلى أن زالت أهميته لمصر بعد قيام السد العالي وتم تسليمه إلى حكومة السودان في عام 1977م، ليُستفاد منه في رفع منسوب المياه في المناطق أمام جسم السد وخلفه حتى يمكن ري مشاريع النيل الأبيض الزراعية في كل من مناطق أبو قوتة، والفطيسة، والهشابة، وأم جر، والدويم، بواسطة الطلمبات (المضخات).

## إنشاء الخزان
بدأ العمل في تشييده في نوفمبر / تشرين الثاني 1933م واكتمل في أبريل / نيسان 1937م. وقد اختيرت منطقة جبل أولياء لقيام السد فيها بسبب اتساع مجرى النيل الأبيض فيها حيث يمكن بناء سد ذي فتحات كافية لأن يمر عبرها مياه تصريف النهر كله، فضلاً عن وجود أرض صخرية تشكل أساساً متيناً لكي يقوم فوقه جسم السد.

## التصميم الهندسي
بعد الانتهاء من عمله في بناء سد سنار، دخل المهندس جون واتسون جيبسون في شراكة مع شركة بولينغ وشركاه البريطانية في عام 1933م، وتشكّلت من تلك الشراكة شركة جيبسون بولينغ (الخارجية) المحدودة Gibson and Pauling ( Foreign) Ltd لبناء السدود وأصبح جيبسون المدير التنفيذي لها وهو المنصب الذي ظل يشغله حتى وفاته عام 1947م. وقد فازت الشركة بمناقصة بناء خزان جبل أولياء.
وكان السير مردخ ماكدونالد هو من اقترح بناء السد من الحجر الرملي الجيري. وشاركت في الاستشارة الهندسية لبناء السد كل من شركات كود، وويلسون، ووفون لي. أما أعمال المقاولة فقد قامت بها شركة جيبسون ببولينغ المحدودة.

## مكونات السد ومواصفاته

### جسم السد والردميات
يبلغ طول السد 5030 متر، ما بين جبل أولياء وجبل مندرة، وهو مدعوم من الناحية الشرقية بسد ترابي مبني من الطين والصخر طوله 1650 متر. ويشكّل جبل أولياء الجناح الشرقي للسد، حيث لم تكن هناك حاجة إلى قيام ردميات من تلك الناحية، أما من الناحية الغربية فتمتد الردميات إلى 3700 متر. ويبلغ الطول الإجمالي للسد 6680 متر، وارتفاعه 381.5 متر فوق مستوى البحر
، و22 مترا من القاع وحتى أعلى جسم السد. ويبلغ عدد بوابات التصريف 40 بابا، ولا يوجد في خزان جبل أولياء مفيض. فاستعيض عنه بإنشاء 10 بوابات احتياطية.

### البحيرة والسعة التخزينية
تمتد بحيرة التخزين جنوباً لمسافة 635 كيلومتر حتى بلدة ملوت. وبلغ أعلى منسوب للتخزين 376.5 متر فوق سطح البحر. وتبلغ الطاقة التخزينية للسد 3,5 مليار متر مكعب من المياه
 وحجم الفاقد من المياه مليار متر مكعب.

### التوليد الكهربائي
يعمل السد في إنتاج الكهرباء بنظام العنفات المصفوفة (Matrix)، ويبلغ عددها 80 عنفة، بواقع عنفتين 2 في كل بوابة. وتبلغ الطاقة الإنتاجية القصوى من الكهرباء 30,4 ميغاواط.

## التكلفة المالية
بلغت تكلفة بناء السد 2.5 مليون جنيه مصري.

## الغرض من بناء السد
- سد حاجة مصر من المياه في فترة الجفاف من كل عام (قبل بناء السد العالي) ودعم السد العالي.
- رفع مناسيب المياه خلف جسم الخزان وأمامه لري مشاريع النيل الأبيض الزراعية ومشاريع الطلمبات شمال الخزان.
- التحكم في فيضان النيل.
- دعم سد مروي.

## تاريخ السد
قررت حكومة الحكم الثنائي في السودان إنشاء مشروع لزراعة القطن في منطقة الجزيرة يعتمد على الري الانسيابي من سد يقام على نهر النيل الأزرق بعد نجاح تجربة زراعة القطن في بلدة طيبة عام 1912م، وكان عليها بطبيعة الحال أخذ موافقة مصر الشريك الثاني في حكم السودان آنذاك. لكن مصر رفضت الفكرة لسببين رئيسين وهما: إن بناء سد في سنار يعني بأن السودان سيكون مستخدماً لمياه النيل على نطاق واسع بواسطة الحكومة وليس الأهالي، وإن زراعة القطن في مساحة كبيرة قابلة للتمدد يجعل من السودان منافساً لها في سوق صادر القطن العالمية مما سيؤدي إلى تخفيض الأسعار والتقليل من مركزها في تلك السوق. وأمام هذا الرفض قرر حاكم عام السودان لورد كيتشنر تشكيل لجنة للنظر في مخاوف مصر من المشروع. وأوصت اللجنة في تقرير أعدّته عام 1913م، بالمضي قدماً قي فكرة إنشاء مشروع الجزيرة وبناء خزان في سنار لري المشروع ريّا انسيابياً من النيل الأزرق، على أن يتزامن ذلك مع تعويض مصر ببناء خزان آخر في منطقة جبل أولياء على النيل الأبيض لحجز المياه لفائدتها وحدها في فترة انخفاض منسوب مياه النيل الأزرق والتي تمتد من شهر يناير / كانون الثاني وحتى شهر يوليو / آذار سنوياً بحيث لا تزيد المساحة المسقية في مشروع الجزيرة بمياه سد سنار عن 300,000 فدان.
تحفظت مصر على هذه المقترحات باعتبار أن خزان جبل أولياء سيكون خارج أراضيها مما يعني أن إدارته والإشراف عليه والتحكم فيه سيكون في يد الإنجليز بالسودان، فضلاً عن عدم استعدادها لتحمل التكلفة العالية لبناء السد. ردت إنجلترا بأنها لا تمانع من أن يكون خزان جبل أولياء تحت إدارة مصر وإشرافها دون تدخلٍ من حكومة السودان الإنجليزي المصري، وأن تكون مياهه كلها لاستخدام مصر وحدها. لكن إنجلترا رفضت بشكل قاطع المساهمة في تكلفة بناء الخزان. وبعد مفاوضات مكثفة وافقت مصر على بناء السدين.، وبدأ العمل في بناء سد سنار لينتهي في عام 1926م، لكن خزان جبل أولياء لم يرَ النور إلا في عام 1933م، ليكتمل العمل فيه عام 1937م، وذلك لأسباب مالية.

## الإشراف المصري على الخزان
تولّت الحكومة المصرية الإشراف الفني والإداري الكامل على السد من عام 1933 وحتى عام 1977 م، دون أي تدخّل من حكومة الحكم الثنائي أو الحكومات الوطنية بعد استقلال السودان في عام 1956 م، وظلّ الخزان يؤدي دوره كخط إمداد ثاني للمياه في مصر من عام 1937 وحتى عام 1971 م، عندما اكتمل العمل بالسد العالي حيث فقد دوره ذلك.
دفعت مصر مبلغ 750.000 جنيه استرليني كتعويضات لسكان المنطقة السودانيين الذين اضطروا للنزوح وهجروا منازلهم بسبب إغراق أراضيهم الزراعية بمياه بحيرة السد.
وكان خزان جبل أولياء أول سدّ في العالم يتم تشييده في أراض دولة للمصلحة التامة لدولة أخرى، مما يدل على مدى تعاون السودان مع مصر لضمان حقها في مياه النيل وهو أيضاً أول سدّ يُقام على نهر النيل الأبيض، ثاني أكبر رافد لنهر النيل.

## تراجع دور الخزان
فقد خزان جبل أولياء أهميته بالنسبة لمصر بعد اكتمال السد العالي، الذي يقوم بتخزين حوالي 157 مليار متر مكعب من المياه، وهي كمية أكثر من كمية المياه التي يحجزها خزان جبل أولياء بأربعين مرة.

## تسليم الخزان للسودان
وكانت مصر قد وافقت بموجب اتفاقية مياه النيل لعام 1959 بتسليم خزان جبل أولياء إلى السودان حال اكتمال بناء السد العالي في عام 1971 م. وتم تسليم الخزان إلى السودان في عام 1977 م.
في عام 2003 م، تم إنجاز مشروع لتوليد الكهرباء في السد، مضيفا له السعة القصوى لإنتاجه من الكهرباء وهي 30 ميغاوات.
 ومع ذلك فإن فوائد السد للسودان ظلت محدودة وتتمثل في ري المشاريع الزرعية القائمة على النيل الأبيض والمشاريع التي تستخدم الطلمبات (المضخات) في ريها، فضلاً عن إنتاج محدود للطاقة الكهربائية، وصيد الأسماك في البحيرة للإستهلاك المحلي. وبعد استكمال تعلية سد الروصيرص تضاءلت هذه الفوائد كثيراً لأن مشاريع النيل الأبيض سيتم ريّها عبر قناة كنانة من سد الروصيرص، فضلاً عن تعويض الإنتاج الكهربائي المحدود من كهرباء سد مروي الذي تم تشييده في عام 2009.

## فكرة إزالة الخزان
ولذلك فقد ظهر إتجاه يدعو إلى إزالة الخزان الذي ينتج عن بحيرته الكبيرة نسبة عالية من التبخر تقدر بحوالي مليارين ونصف المليار متر مكعب من المياه سنوياً. وتناقلت وسائل الإعلام السودانية في عام 2012 م، نية حكومة السودان إجراء دراسات حول إمكانية تفريغ خزان جبل أولياء وإزالته لتوفير المياه المعرضة للتبخر والاستفادة من الأراضي الخصبة الشاسعة المغمورة بمياه الخزان.
 وهناك اتجاه آخر رافض لفكرة إزالة السد ويدعو للحفاظ عليه لدوره الكبير في التحكم في انسياب سريان مياه النيل ويساعد سد مروي بشمال السودان في حفظ المياه، واحتجازه لأعشاب النيل بوقف انتشارها شمالاً وتغذيته للمياه الجوفية ودوره في تعزيز النقل النهري والسياحة في المنطقة، في حين أن إزالته ستعود بالضرر على أصحاب مشاريع الطلمبات القائمة على النيل الأبيض فضلاً عن المشاكل القانونية التي تطرأ عند استعادة الأراضي المغمورة بمياه بحيرة السد وذلك فيما يتعلق بملكيتها فهل تُعاد إلى ملاكها السابقين الذين حصلوا على تعويضات عنها أم تخصص لآخرين.

## الأثر على تدفق النيل
إنشاء السدود كان هو الحل الأمثل للحفاظ على حصة السودان الحالية وربما للزيادة المطلوبة في المستقبل وكانت البداية بسد مروي والذي مثل تشييده أكبر ضمانة للحفاظ على هذه الحصة. وبعد اكتمال سد مروي أصبح خزان جبل أولياء والذي شيّد للدعم المائي لمصر داعما لسد مروي حيث يساهم في مده بتدفقات معتبرة ساعدت في دعم بحيرة السد والتي ساهمت بدورها في دعم الإنتاج الكهربائي.
وسيكون لتعلية سد الروصيرص أثراً ملموساً في خزان جبل أولياء حيث تزيد سعة البحيرة من 3 مليارات إلى 7 مليارات مما يؤهلها في دعم الزراعة للمرحلتين الثانية لمشروعي الرهد وكنانة فضلاً عن المساهمة في استقرار الإمداد الكهربائي.

## مخاطر قد تواجه السد
مع تزايد حدة القتال بين الجيش والدعم السريع منذ 11 نوفمبر 2023 تتزايد المخاوف من انهيار السد مما قد يهدد حياة 13 مليون سوداني و100 منطقة.
وفي 18 نوفمبر 2023 تبادل الجيش والدعم السريع، اتهامات بتدمير جسر خزان جبل أولياء
في 21 نوفمبر 2023 أعلنت قوات الدعم السريع، من بسط سيطرتها الكاملة على منطقة جبل أولياء العسكرية

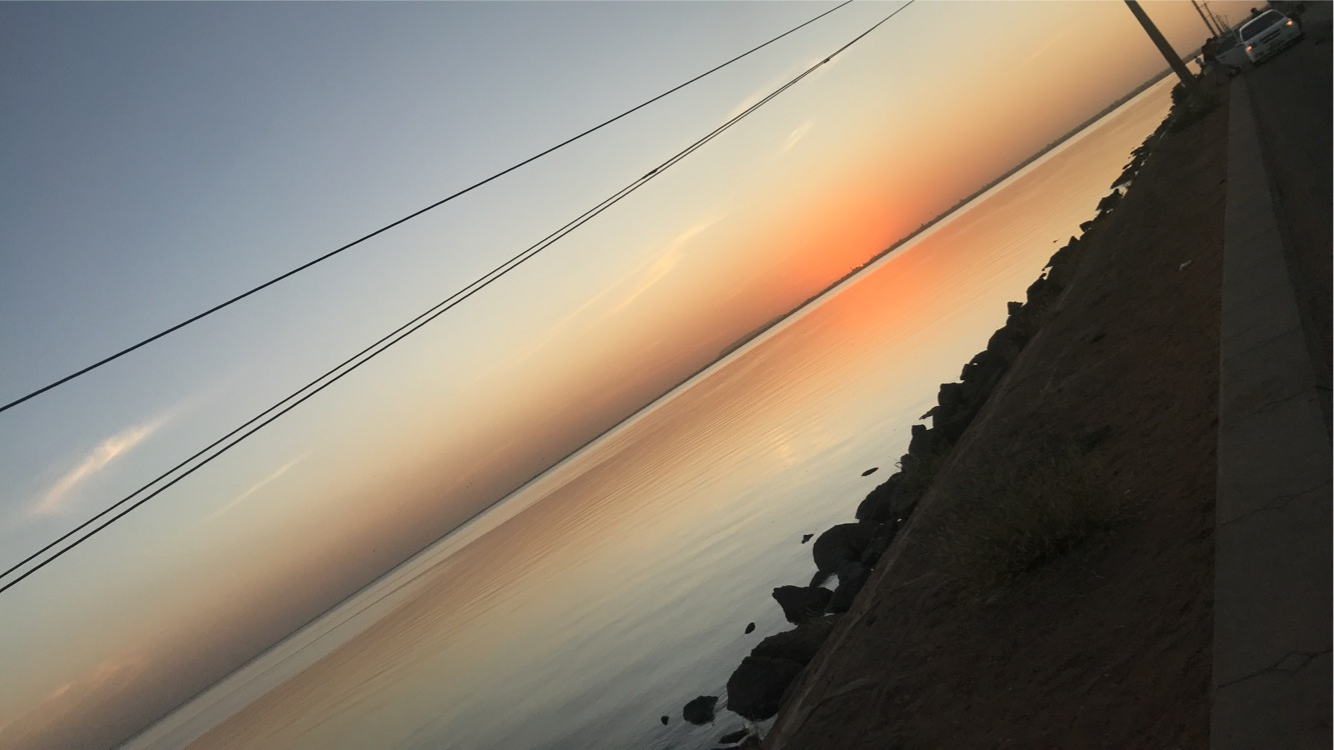